# بغيدين
بغيدين  قرية سوريّة تتبع إداريّاً لمحافظة حلب منطقة أعزاز ناحية أخترين، بلغ تعداد سكانها 33 نسمة حسب التعداد السكاني لعام 2004.